# Средиземноморско зеле
Средиземноморското зеле (Brassica fruticulosa) е вид растения от семейство Кръстоцветни (Brassicaceae).
Те са незастрашен вид.
Таксонът е описан за пръв път от Доменико Чирило през 1792 година.

## Подвидове
- Brassica fruticulosa subsp. fruticulosa
- Brassica fruticulosa subsp. mauritanica
- Brassica fruticulosa subsp. pomeliana
- Brassica fruticulosa subsp. radicata